# Гнєдін Дмитро Титович
Гнєдін Дмитро Титович (нар.1818 — пом.1885) — дворянин-землевласник, відомий земський та громадський діяч, засновник Гнєдінського ремісничого училища (нині Ордена «Знак Пошани» вище професійне училище № 75 в с. Олександрівка, Покровського району, Дніпропетровської області).

## Біографія
Дмитро Титович Гнєдін народився в 1818 році в селі Олександрівка, Олександрівського повіту Катеринославської губернії. Представник запорізько-дворянської родини (дід — полковий осавул війська Запорізького Антон Гнида). Закінчив катеринославську гімназію та вступив на військову службу. В 1843 році, у віці 25 років виходить у відставку офіцером і майже все життя, за винятком службових поїздок в Катеринослав та Олександрівськ (м. Запоріжжя), проводить в родинному маєтку в с. Олександрівці. На власні кошти засновує одну з перших в державі школу для дітей кріпаків і разом з дружиною Ольгою Іванівною в панському будинку навчає їх грамоти.
Д. Т. Гнєдін помер у своєму маєтку в 1885 році. Після його смерті в 1893 році були надруковані його мемуари «Мои воспоминания» з передмовою М. О. Каришева в трьох номерах «Русского богатства». Написані на схилі літ, у 1879 році, вони дають реально-скептичну оцінку життя та діянь повітового дворянства.

## Громадська діяльність
В 1861 р. обраний мировим посередником 6-ї дільниці гвардії штабс-капітан Д. Т. Гнєдін активно займається вирішенням багатьох наболілих проблем земельних відносин між поміщиками і селянами, складанням уставних грамот, визначенням наділів і повинностей селян, відведенням їм угідь, перенесенням садиб, обміном земель, письмовими засвідченнями добровільної згоди сторін по всіх аспектах економічних відносин. Розв'язував скарги та вирішував справи щодо викупу селянських наділів та припиненням обов'язкових відносин між поміщиками та селянами. Чесність та принциповість в слідуванні букві закону, захист інтересів селян від поміщицького пограбування викликали сильне роздратування поміщиків повіту. Більше посилилась напруженість після конфлікту з панами Дебальцевими, власниками села Катеринівка (зараз Покровського району). Гнєдін став відомий далеко за межами повіту, отримав прізвисько «Гарібальді Олександрівського повіту». Конфлікт зайшов так далеко, що на губернських дворянських зборах в Катеринославі постало питання про виключення із дворянського стану Д. Т. Гнєдіна. Блискуча і аргументована промова відомого педагога та громадського діяча барона М. О. Корфа розвіяла всі обвинувачення і зміцнила авторитет правдолюбця.
У 1872 році після від'їзду Корфа за кордон Гнєдін став головою училищної ради, очоливши таким чином шкільну справу Олександрівського повіту.
У 1874 році Гнєдіну запропонували балотуватися в маршалка шляхти (рос. Предводитель дворянства) (головування в училищній раді передбачало таку посаду), проте він, будучи противником станової служби, відмовився, залишившись попечителем шкіл у своєму селі. Разом з дружиною вони відкрили книжковий склад і постачали книжками та підручниками жителів далеких сіл.
Подружжя Гнєдіних займалося благодійними справами — пожертвуваннями на будівництво першої лікарні в Покровському, сприяли функціюванню поромної переправи через р. Вовчу та ін.
З часу введення в повіті судової реформи Дмитро Гнєдін 11 років був і дільничним мировим суддею.
У 1874 році він заснував ощадно-позичкове товариство для селян, в правлінні якого служив до своєї смерті.

## Ремісниче училище

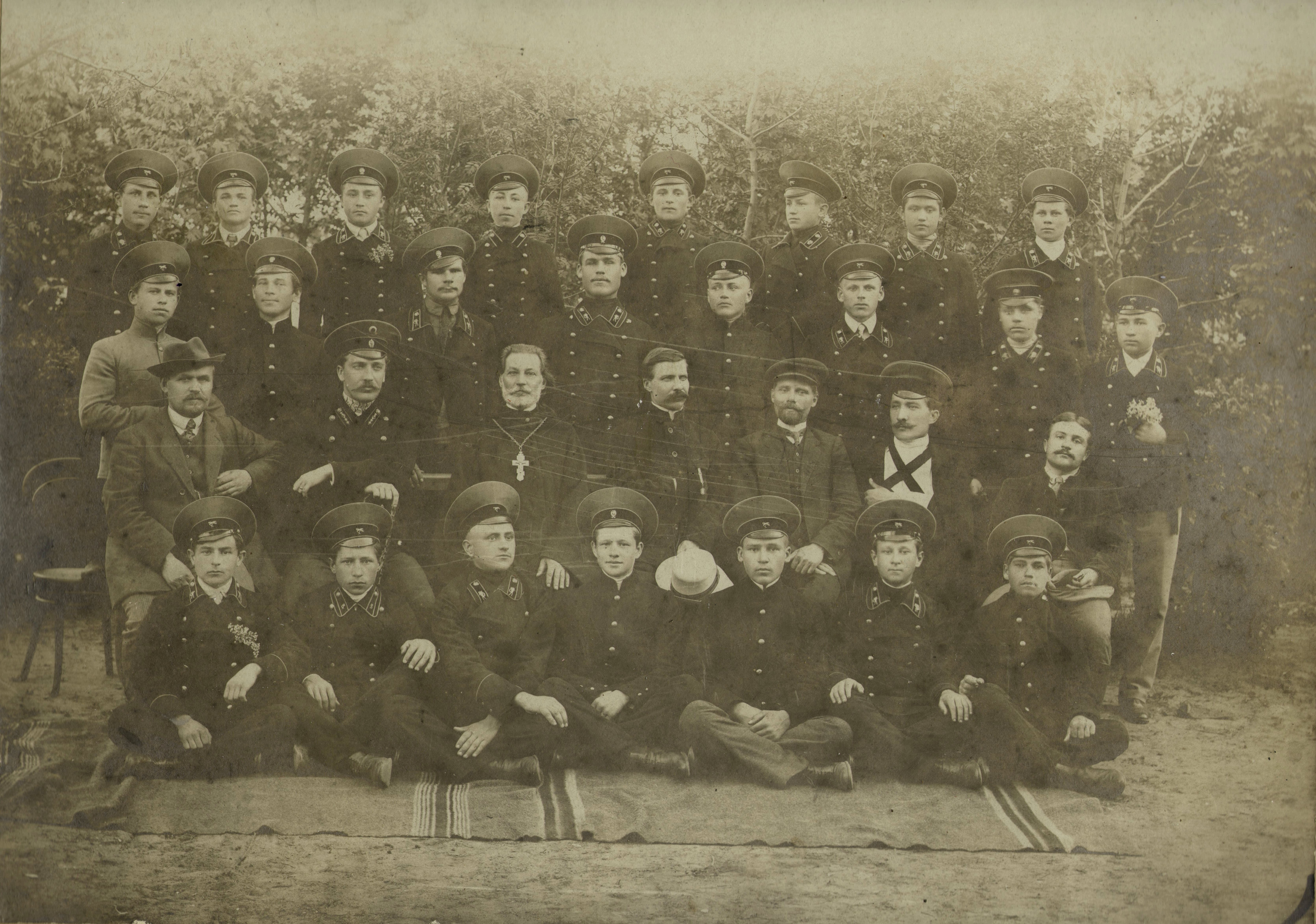
Учні Олександро-Гнєдінського професійного сільськогосподарського училища (нині ВПУ № 75), 1914—1915 роки

Найвизначнішим пам'ятником громадської та педагогічної діяльності Д. Т. Гнєдіна стало заснування та відкриття в 1883 році на власні кошти ремісничого училища для дітей селян в рідній Олександрівці, яке носило ім'я свого благодійника.
В ремісничому училищі щорічно безкоштовно навчалося 90—100 селянських дітей. Навчання тривало чотири роки, поєднуючи теоретичні заняття в класах і практичні в майстернях. Поряд з загальноосвітніми предметами читались спеціальні: з технології деревини та металів, природознавства і народного господарства. При училищі був гуртожиток. Училище готувало столярів, ковалів та слюсарів.